# 仙台駅東西自由通路
仙台駅東西自由通路（せんだいえきとうざいじゆうつうろ、英称 : Sendai Stn. East & West Freepass）は、宮城県仙台市・仙台駅の東西口を結ぶ歩行者用の自由通路である。

## 概要
仙台駅の西口と東口とを結ぶ連絡通路として、1978年3月に供用を開始した。完成以後、駅舎2階部から在来線のホームを越えて東口に至る、仙台駅を東西に横断する主要ルートとして認知されている。
通路の延長は約120m、幅員は16m。歩行者通行量の増加と通路の老朽化に伴い、2013年より拡幅工事を着工、2016年3月18日完成。改修以前の幅員は6mだった。拡幅工事完了に合わせ、当道両側に多層階の商業施設（エスパル仙台東館）の整備・新改札口（JR線東口改札）の新設が行われ、24時間通行可能となった。
2016年5月13日より6月3日まで、JR東日本仙台支社によって当通路の愛称が募集され、7月1日、「杜の陽だまりガレリア」に決定した。

## 沿革

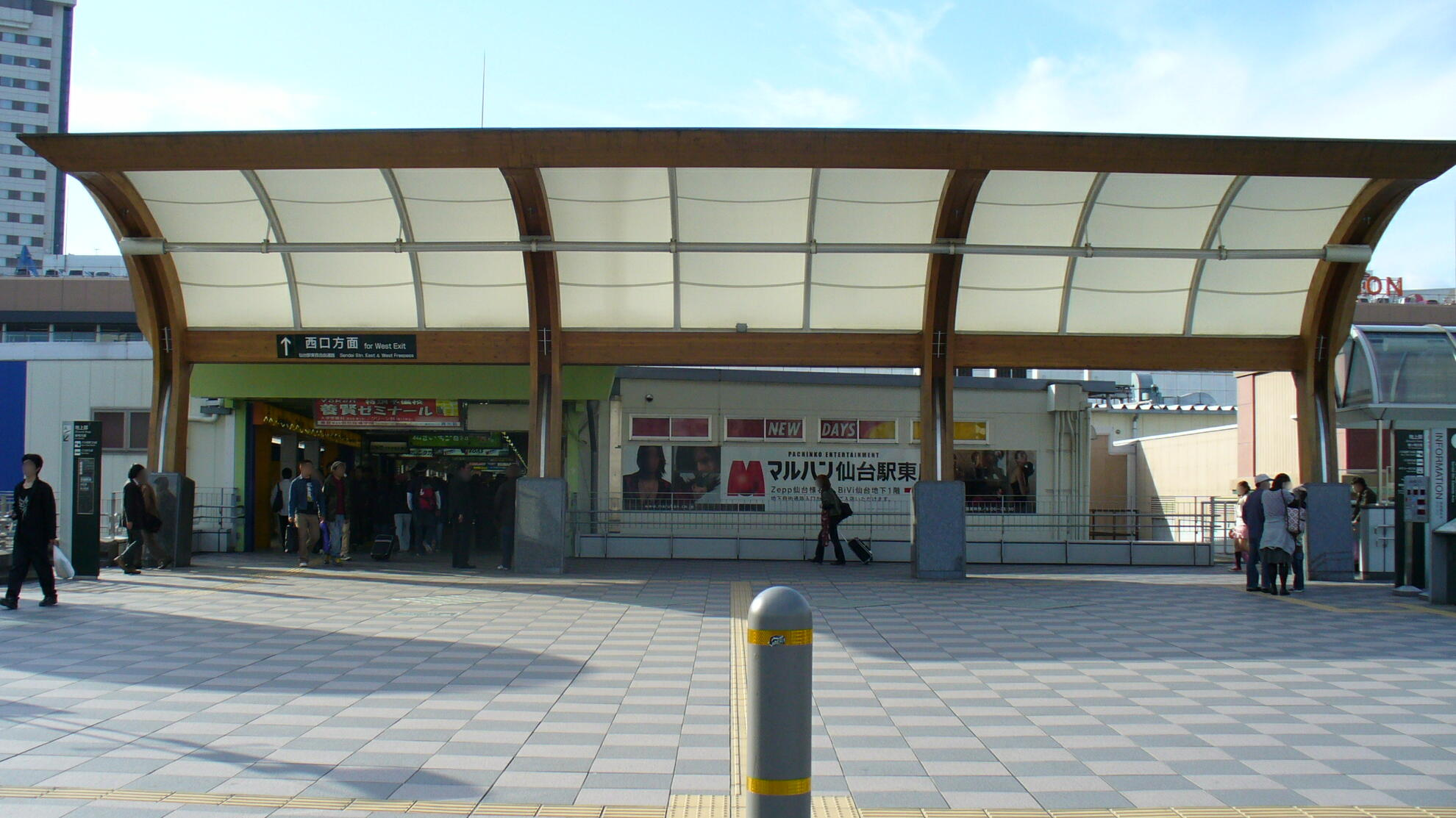
拡幅前の仙台駅東西自由通路（東口側入口、2007年）

- 1978年（昭和53年）3月 - 供用開始。
- 2010年（平成22年）9月7日 - 自由通路の改築に向けて、仙台市とJR東日本が「仙台駅東西自由通路整備に関する確認書」を取り交わす[2]。
- 2012年（平成24年）1月19日 - 仙台市とJR東日本、仙台駅東西自由通路の整備に関する基本協定を締結[2]。
- 2013年（平成25年）3月27日 - 拡幅工事着工[4]。
- 2014年（平成26年）11月18日 - 通路の切り替え（南に迂回）を実施。
- 2016年（平成28年）
  - 3月18日 - 新通路完成[5]。
  - 7月1日 - 通路の愛称が「杜の陽だまりガレリア」に決定[3][6]。
- 2018年（平成30年）10月3日 - 東口側にアンパンマン像設置[7][8]。

## 通行量
- 1983年 : 約1.8万人/日[9]
- 2010年 : 約6.4万人/日[9]
- 2019年 : 約7.0万人/日[10]
- 2024年 : 約7.8万人/日[10]

## 沿道の施設
- 東日本旅客鉄道（JR東日本）仙台駅東口改札
- 仙台駅ペデストリアンデッキ（西口・東口）
- エスパル仙台本館
- エスパル仙台東館
- 宮城県警察鉄道警察隊

## その他
- 2015年2月11日から3月11日までの1ヵ月間、「日本東北六県感謝祭」にて寄せられた、台湾からの応援メッセージボード3枚を通路内にて掲示[11]。